# Jussi Jääskeläinen
Jussi Albert Jääskeläinen (Mikkeli, 19 april 1975) is een Fins voormalig voetbaldoelman.  Jääskeläinen was van 1998 tot en met 2010 international van het Fins voetbalelftal, waarvoor hij 56 wedstrijden speelde. Hij werd in 2007 verkozen tot Fins voetballer van het jaar.

## Clubcarrière
Jääskeläinen debuteerde in 1992 in het betaald voetbal als speler van MP Mikkeli. In 1994 werd hij daar eerste keus onder de lat. In 1996 vertrok Jääskeläinen naar VPS Vaasa. Daar speelde hij 54 wedstrijden. In 1997 verkaste hij naar Bolton Wanderers, op dat moment actief in de First Division. In het seizoen 2000-2001 raakte hij geblesseerd. Het seizoen erna werd hij verkozen tot beste keeper van de Premier League. In het seizoen 2002/03 was hij een van de zeven spelers in de Premier League die in alle 38 duels meedeed, van de eerste tot de laatste minuut. Jääskeläinen bleef eerste keus bij Bolton tot hij begin 2012 zijn plaats onder de lat verloor aan Ádám Bogdán.
Hij tekende in augustus 2015 een contract tot medio 2016 bij Wigan Athletic, dat hem transfervrij overnam van West Ham United. Met Wigan won hij de Football League One 2015/16. In 2017 ging hij in de Indian Super League voor Atletico de Kolkata spelen. Op 17 januari 2018 werd zijn contract na slechts één optreden voortijdig ontbonden.
Een 42-jarige Jääskeläinen borg een dag later, op 18 januari 2018, zijn handschoenen definitief op na een professionele loopbaan van 26 jaar.

## Interlandcarrière
Jääskeläinen speelde van 1998 tot en met 2010 voor de Finse nationale ploeg, waarvoor hij 56 keer uitkwam. Hij maakte zijn debuut op 25 maart 1998 in en tegen Malta (0-2), onder leiding van bondscoach Richard Møller Nielsen. Ook verdediger Tomi Kinnunen maakte in die wedstrijd zijn debuut voor de Finnen. In 2005 werd hij eerste keeper, na eerst tweede keus te zijn geweest achter Antti Niemi. Hij kondigde zijn afscheid van de nationale ploeg aan op 29 oktober 2009, maar maakte op 6 oktober 2010 een eenmalige rentree, toen eerste keuze Otto Fredrikson geblesseerd was.